# Večernjakova ruža 1996.
Večernjakova ruža 1996. je treća dodjela medijske nagrade Večernjakova ruža, koja se dodjeljivala za medijski rad u 1996. godini. 
Dodjela je održana 5. veljače 1997. godine u Satiričkom kazalištu Kerempuh. Voditelji i prezenteri nagrada bili su sami dobitnici. Reprizu dodjele prikazala je Otvorena televizija, 8. veljače.

## Proces
Nominirani su bili objavljeni u tjednom dodatku Večernjeg lista Ekran, a glasalo se putem kupona. Svaki petak trebalo se izrezati kupon, po kategorijama upisati imena nominiranih i poslati dopisnicom na adresu Ekrana.

## Nagrade
Dodjelile su se ukupno šest nagrada, od čega u svakoj kategoriji po jedna za ostvarenja u medijskom prostoru od siječnja do prosinca 1996. godine.
- Najbolja muška  TV osoba
- Najbolju ženska  TV osoba
- Najbolja pjevač
- Najbolji pjevačica
- Najbolja grupa
- Najbolji glumac
- Najbolja glumica

## Dobitnici

### Najbolja TV osoba
- Oliver Mlakar

Nagradu predao direktor Večernjeg lista, Branko Lovrić.
- Daniela Trbović

Nagradu predao novinar Arsen Oremović.

### Najbolji pjevač
- Boris Novković

Nagradu predao novinarka Bojana Radović.

### Najbolja pjevačica
- Doris Dragović

### Najbolja grupa
- Prljavo kazalište +

Nagradu predao novinar Branko Tuđen.

### Najbolji glumac
- Žarko Potočnjak

Nagradu predao novinarka Renata Lacko.

### Najbolja glumica
- Anja Šovagović-Despot

Nagradu predao urednik Ekrana, Branko Vukšić.

## Zabavni show
Na dodjeli tijekom, prije i poslije uručenja nagrada nastupali su: Prljavo kazalište, Tonči Huljić i prateći band Borisa Novkovića.